# Langues à Chypre
Les langues officielles à Chypre sont le grec et le turc.
Selon le recensement de la population et de l'habitat de 2011 limité au territoire sous le contrôle gouvernemental grec, 81 % de la population a comme langue maternelle le grec.
De nombreux Chypriotes grecs savent parler le turc en seconde langue, tout comme de nombreux Chypriotes turcs savent parler le grec en seconde langue.  
| Langue         | %     | Nombre  |
| -------------- | ----- | ------- |
| Grec           | 80,89 | 679 833 |
| Anglais        | 4,14  | 34 814  |
| Roumain        | 2,89  | 24 270  |
| Russe          | 2,50  | 20 984  |
| Bulgare        | 2,19  | 18 388  |
| Arabe          | 1,16  | 9 762   |
| Filipino       | 1,08  | 9 109   |
| Autres langues | 4,52  | 37 953  |
| Non déclaré    | 0,63  | 5 294   |
| Total          | 100,0 | 840 407 |

## Langues étrangères
Selon l'Eurobaromètre spécial no 386 intitulé "Les européens et leurs langues" daté de 2012, les principales langues étrangères maitrisées par les chypriotes sont l'anglais (73 %), le français (11 %) et l'allemand (5 %).
Au collège, 98,7 % des élèves apprennent l'anglais en tant que première langue étrangère et 89,2 % le français en tant que seconde langue étrangère.